# Huitzilopochtli

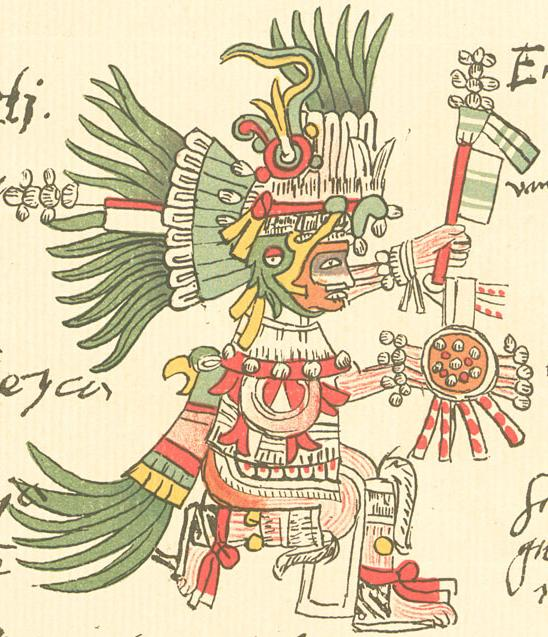
Huitzilopochtli (Codex Telleriano-Remensis)

Huitzilopochtli var en krigs- och stormgud hos aztekerna i Mexiko.
Huitzilopochtli var ursprungligen en mycket skräckinjagande gestalt men utvecklades med tiden till både solgud och aztekimperiets beskyddare. Södra kompassen var tilldelad honom och hans kult, som var koncentrerad till Tenochtitlan, inbegrep människooffer.
Det berättas att han föddes fullt beväpnad ur jordgudinnan Coatlicues mage.